# Greta Johansson
Greta Johansson (n. 9 ianuarie 1895, Kungsholm parish⁠(d), Comitatul Stockholm, Suedia – d. 28 ianuarie 1978, San Mateo, California, SUA) a fost o înotătoare ce a reprezentat Suedia, medaliată olimpică. A participat la o ediție a Jocurilor Olimpice (1912) în care a câștigat o medalie de aur.

## Participări
Lista de mai jos prezintă principalele competiții la care a participat Greta Johansson de-a lungul carierei.
- diving at the 1912 Summer Olympics – women's 10 metre platform[*]